# Druivenkoers Overijse
Vlaamse Druivenkoers Overijse (nederländska) eller Course des raisins (franska) är ett belgiskt endagslopp i landsvägscykling som avhålls årligen sedan 1961 i Flamländska Brabant. "Druvloppet" har start och mål i Overijse och avhålls i samband med den årliga "Druvfesten" (Druivenfeesten Overijse) i slutet av augusti. Loppet kördes fram till och med 1969 som ett kriterium och gjordes till ett internationellt lopp 1970. När UCI Europe Tour skapades 2005 inkluderades Druivenkoers i denna och klassificeras sedan dess som 1.1.
Loppet 2024 kördes som sju varv på en 30 km lång slinga (de fyra första varven med en ganska obetydligt annorlunda sträckning än de tre sista) med fyra (fem på de tre sista varven, backen som tillkommer är den gatstensbelagda Moskesstraat) ganska korta, men också ganska branta, backar. Bansträckningen varierar dock från år till år.
Druivenkoers skall inte blandas samman med Druivencross, som är ett cykelcrosslopp vilket också arrangeras av Wielerclub De Sportvrienden Overijse, men avhålls i oktober/november.

## Podieplaceringar
| År   | Vinnare             | Tvåa                   | Trea                   |
| ---- | ------------------- | ---------------------- | ---------------------- |
| 1961 | Ludo Janssens       | Michel Symens          | Jozef Lemmens          |
| 1962 | Jos Dewit           | Jozef Lemmens          | Jozef Schils           |
| 1963 | Henri De Wolf       | Theo Mertens           | Noël De Pauw           |
| 1964 | Willy Van Den Eynde | Robert Lelangue        | Emiel Verheyden        |
| 1965 | Joseph Spruyt       | Jan Nolmans            | Noël De Pauw           |
| 1966 | Eddy Merckx         | Camiel Vyncke          | Romain Robben          |
| 1967 | Alfons De Bal       | Lucien Willekens       | Jan Nolmans            |
| 1968 | John Schepers       | Jan Harings            | Herman Vrancken        |
| 1969 | Antoine Houbrechts  | Frans Verbeeck         | Martin Van Den Bossche |
| 1970 | Roger De Vlaeminck  | Martin Van Den Bossche | Frans Verbeeck         |
| 1971 | Georges Pintens     | Eric Leman             | Txomin Perurena        |
| 1972 | Roger De Vlaeminck  | Roger Rosiers          | Jean-Pierre Berckmans  |
| 1973 | Roger Swerts        | Gustaaf Hermans        | Antoine Houbrechts     |
| 1974 | Roger De Vlaeminck  | Jean Van der Stappen   | Michael Wright         |
| 1975 | Eddy Merckx         | André Dierickx         | Roger De Vlaeminck     |
| 1976 | Joseph Bruyère      | Victor Van Schil       | Ludo Van Staeyen       |
| 1977 | Frans Verbeeck      | Jacques Martin         | Enrico Paolini         |
| 1978 | Roger De Vlaeminck  | Ferdi Van Den Haute    | Walter Dalgal          |
| 1979 | Ludo Peeters        | Frank Hoste            | Eric Van De Wiele      |
| 1980 | Alfons De Wolf      | Rudy Pevenage          | Keith Lambert          |
| 1981 | Rudy Pevenage       | Roger De Cnijf         | Jostein Wilmann        |
| 1982 | Guido Van Calster   | Jacques Boyer          | Walter Dalgal          |
| 1983 | Walter Dalgal       | René Martens           | Patrick Onnockx        |
| 1984 | Jean-Marie Wampers  | Ronny Van Holen        | William Tackaert       |
| 1985 | Rudy Dhaenens       | Dirk Demol             | Marc Sergeant          |
| 1986 | Marc Somers         | Patrick Onnockx        | Marc Maertens          |
| 1987 | Adri van der Poel   | Gert Jakobs            | Noël Segers            |
| 1988 | Marc Sergeant       | Luc Roosen             | Herman Frison          |
| 1989 | Carlo Bomans        | Dirk De Wolf           | Peter De Clercq        |
| 1990 | Dirk De Wolf        | Rudy Dhaenens          | Frans Maassen          |
| 1991 | Ronny Van Holen     | Jan Mattheus           | Wilco Zuijderwijk      |
| 1992 | Vjatjeslav Jekimov  | Andy Bishop            | Dirk De Wolf           |
| 1993 | Herman Frison       | Andrei Tchmil          | Johan Museeuw          |
| 1994 | Johan Museeuw       | Frank Vandenbroucke    | Adri van der Poel      |
| 1995 | Johan Museeuw       | Arvis Piziks           | Edwig Van Hooydonck    |
| 1996 | Erik Breukink       | Wim Vansevenant        | Thomas Fleischer       |
| 1997 | Andrei Tchmil       | Marc Wauters           | Lars Michaelsen        |
| 1998 | Sergej Ivanov       | Wilfried Peeters       | Kurt Van De Wouwer     |
| 1999 | Sergej Ivanov       | Christophe Detilloux   | Berry Hoedemakers      |
| 2000 | Michel Vanhaecke    | Andrei Tchmil          | Scott Sunderland       |
| 2001 | Serge Baguet        | Vincent Cali           | Ivailo Gabrovski       |
| 2002 | Christophe Brandt   | Geoffrey Demeyere      | Marc Streel            |
| 2003 | Matthé Pronk        | Bert Hiemstra          | Christophe Brandt      |
| 2004 | Stefan Schumacher   | Geoffrey Demeyere      | Bert Scheirlinckx      |
| 2005 | Leonardo Duque      | Nick Nuyens            | Piotr Wadecki          |
| 2006 | Russell Downing     | Gabriel Rasch          | Nikolas Maes           |
| 2007 | Roy Sentjens        | Nikolas Maes           | Johnny Hoogerland      |
| 2008 | Dominic Klemme      | Jonas Vangenechten     | Johnny Hoogerland      |
| 2009 | Aleksejs Saramotins | Bert De Waele          | Bert Scheirlinckx      |
| 2010 | Björn Leukemans     | Marco Marcato          | Preben Van Hecke       |
| 2011 | Björn Leukemans     | Davy Commeyne          | Jurgen Van Goolen      |
| 2012 | Björn Leukemans     | Dimitry Muravyev       | Johnny Hoogerland      |
| 2013 | Björn Leukemans     | Jurgen Van Goolen      | Kenneth Vanbilsen      |
| 2014 | Jonas Vangenechten  | Jasper De Buyst        | Tom Van Asbroeck       |
| 2015 | Jérôme Baugnies     | Marco Marcato          | Sean De Bie            |
| 2016 | Jérôme Baugnies     | Huub Duyn              | Marco Marcato          |
| 2017 | Jérôme Baugnies     | Amund Grøndahl Jansen  | Xandro Meurisse        |
| 2018 | Xandro Meurisse     | Oscar Riesebeek        | Jimmy Janssens         |
| 2019 | Arvid de Kleijn     | Gianni Vermeersch      | Tom Van Asbroeck       |
| 2020 | Florian Sénéchal    | Dries De Bondt         | Mathieu van der Poel   |
| 2021 | Remco Evenepoel     | Mikkel Frølich Honoré  | Aimé De Gendt          |
| 2022 | Matis Louvel        | Arnaud Démare          | Dries Van Gestel       |
| 2023 | Victor Campenaerts  | Rasmus Fossum Tiller   | Jasper De Buyst        |
| 2024 | Jelte Krijnsen      | Matis Louvel           | Jenthe Biermans        |
| 2025 |                     |                        |                        |